# Anguillita
Anguillita es una pequeña isla rocosa en la punta occidental del territorio británico de ultramar de Anguila. Anguillita no es el punto más occidental de Anguila, esa posición se la queda una ubicada aún más al oeste los Cayos Prickly Pear. Sin embargo, es la dependencia más meridional. Está ubicado en las coordenadas 18°9′N, 63°11′W.
A diferencia de la Isla Scrub, una isla más grande fuera del extremo oriental, y que cuenta con dos excelentes playas, Anguillita es rara vez visitada por el público en general, desde el extremo occidental es prácticamente inaccesibles a pie. Como tal, es rara vez visitada por los turistas, a pesar de que es accesible en kayak por mar.
Anguillita ofrece oportunidades para la práctica del buceo y snorkel, encontrándose las mejores condiciones para estas actividades fuera de su accidentada costa. Especies como barracudas, rayas, tortugas se pueden ver en sus aguas. Hay paredes submarinas a una profundidad de unos 5-20 metros y numerosas pequeñas cuevas submarinas.